# Чёрный орёл (фильм, 1946)
Чёрный орёл (итал. Aquila Nera) — итальянская кинодрама 1946 года, снятая режиссёром Риккардо Фреда по роману Александра Пушкина «Дубровский» (1833).

## Сюжет
Россия, начало XIX века. Кирилл Петрович вступает в сговор с губернатором, судьёй и ревизором из столицы, чтобы овладеть имением Дубровского. Владимир Дубровский, молодой офицер императорской гвардии, несущий службу в Санкт-Петербурге, приезжает к отцу, который умирает в конюшне — его, как и многих других, обобрал до нитки Кирилл Петрович. Владимир клянётся отомстить. Продажный судья, поселившийся в имении Дубровских, становится первой жертвой.
Владимир Дубровский возглавляет банду благородных борцов за справедливость, пострадавших от Кирилла. Он становится известным под именем «Чёрный Орёл». Это имя наводит страх на всю округу. Его банда грабит кареты богачей и спекулянтов. Однажды в руки бандитов попадает Маша, дочь Кирилла Петровича. Чёрный Орёл, потрясённый красотой девушки, отпускает её и, подобрав её платок, обещает вернуть её в ближайшую полночь. Затем Владимир приходит к Кириллу, назвавшись новым преподавателем немецкого языка (которого захватили люди Дубровского), выписанным для Маши. Увлечённый Машей, он ухаживает за ней под этой личиной, но Маша явно предпочитает его Чёрному Орлу. Теперь убийство Кирилла становится для Владимира серьёзной этической проблемой.
В поместье прибывает князь Сергей, старый друг Кирилла, в сопровождении настоящего учителя, отпущенного разбойниками. Сергей является заклятым врагом Дубровского: они должны были драться на дуэли, но Владимир отложил эту встречу, чтобы успеть к умирающему отцу. В ответ Сергей объявил его трусом. Поняв, что он узнан, Владимир стреляет в огромную люстру в гостиной особняка и в суматохе, которая поднялась, убегает из имения Кирилла. Последний обещает выдать свою дочь за Сергея. Несмотря на отчаяние Маши, влюблённой в Чёрного Орла-Дубровского, Кирилл остаётся непреклонным и не собирается менять решение. Маша зовёт Владимира на помощь, подложив в дупло оставленное им кольцо. Драгоценность попадает в руки бродяги, который, к счастью, встречает Владимира в кабаке. Люди Владимира на лошадях врываются в поместье перед самой свадьбой. Владимир дерётся с Сергеем на дуэли и убивает его. Кирилл увозит дочь на карете. На полной скорости карету заносит, и она падает в овраг. Кирилл погибает, а влюблённые воссоединяются.

## В ролях
| Актёр               | Роль                |
| ------------------- | ------------------- |
| Россано Брацци      | Владимир Дубровский |
| Джино Черви         | Кирилл Петрович     |
| Ирасема Дилиан      | Маша                |
| Рина Морелли        | Ирен                |
| Паоло Стоппа        | разбойник           |
| Джина Лоллобриджида | рабыня-черкешенка   |